# Лосасіо
Лосасіо (ісп. Losacio) — муніципалітет в Іспанії, у складі автономної спільноти Кастилія-і-Леон, у провінції Самора. Населення — 104 особи (2010).
Муніципалітет розташований на відстані близько 240 км на північний захід від Мадрида, 33 км на північний захід від Самори.

## Демографія
Динаміка населення (INE ):